# Geoglossum barlae
Geoglossum barlae är en svampart som beskrevs av Boud. 1889. Geoglossum barlae ingår i släktet Geoglossum och familjen Geoglossaceae.   Inga underarter finns listade i Catalogue of Life.